# Wisconsin Dells
Wisconsin Dells é uma cidade localizada no estado norte-americano de Wisconsin, no Condado de Adams e Condado de Columbia e Condado de Sauk.

## Demografia
Segundo o censo norte-americano de 2000, a sua população era de 2418 habitantes.
Em 2006, foi estimada uma população de 2535, um aumento de 117 (4.8%).

## Geografia
De acordo com o United States Census Bureau tem uma área de
11,3 km², dos quais 10,7 km² cobertos por terra e 0,6 km² cobertos por água.

## Localidades na vizinhança
O diagrama seguinte representa as localidades num raio de 20 km ao redor de Wisconsin Dells.